# Jan Guns (atleet)
Jan Guns (29 december 1977) is een Belgische voormalige atleet, die zich had toegelegd op het verspringen. Hij werd driemaal Belgisch kampioen.

## Biografie
Guns werd in 2002 Belgisch kampioen verspringen. Het jaar nadien veroverde hij zowel indoor als outdoor de Belgische titel. Hij was aangesloten bij Racing Gent.

## Belgische kampioenschappen
Outdoor
| Onderdeel   | Jaar       |
| ----------- | ---------- |
| verspringen | 2002, 2003 |

Indoor
| Onderdeel   | Jaar |
| ----------- | ---- |
| verspringen | 2003 |

## Persoonlijke records
Outdoor
| Onderdeel   | Prestatie | Datum       | Plaats  |
| ----------- | --------- | ----------- | ------- |
| verspringen | 7,64 m    | 1 juli 2001 | Brussel |

Indoor
| Onderdeel   | Prestatie | Datum            | Plaats |
| ----------- | --------- | ---------------- | ------ |
| verspringen | 7,64 m    | 17 februari 2002 | Gent   |

## Palmares
verspringen
- 1999:  BK AC indoor – 7,43 m
- 2001:  BK AC indoor – 7,53 m
- 2001:  BK AC – 7,64 m
- 2002:  BK AC indoor – 7,64 m
- 2002:  BK AC – 7,42 m
- 2003:  BK AC indoor – 7,16 m
- 2003:  BK AC – 7,53 m
- 2004:  BK AC indoor – 7,53 m
- 2004:  BK AC – 7,10 m
- 2005:  BK AC – 7,43 m
- 2006:  BK AC indoor – 7,36 m